# Spellcraft: Aspects of Valor
Spellcraft: Aspects of Valor — видеоигра в жанре стратегической RPG для MS-DOS.

## Игровой процесс
Spellcraft: Aspects of Valor состоит из битв в одном из семи царств: Земля, Огонь, Воздух, Вода, Разум, Эфир и Смерть. Каждое царство можно трансформировать, повреждать и управлять заклинаниями, которые накладываются либо игроком, либо вражеским волшебником. Персонаж игрока может атаковать своим мечом и произносить заклинания, когда находится в царстве. Заклинания состоят из следующих типов: атака, защита, модификатор местности, личный модификатор, трансформации и призыв существ.
Заклинания создаются с помощью магических компонентов. Игрок начинает с одного аспекта. Смешайте в определённом соотношении порошки, драгоценные камни, камни и свечи. Затем произнесите волшебное слово. Это создаёт основу заклинания, которое может быть продублировано и использовано в бою. Если используется неправильная формула, игрок умирает одной из ужасных смертей. Суть состоит в том, чтобы решить формулы с помощью информации, собранной как в игре, так и в руководстве по игре. Руководство содержит в основном пустую таблицу, где игроки могут записывать все заклинания, которые они делают в игре. Позже игрок может модифицировать свои заклинания, чтобы настроить их, слегка изменив их формулу, чтобы улучшить один или несколько атрибутов.
Игрок также может говорить и торговать с различными NPC. Они дают подсказки к формулам и предоставляют интересные факты из истории мира.

## Сюжет
Сюжет повествует о простом человеке Роберте. Всё начинается с того, что он получает письмо от своего родственника в Англии, в котором его приглашают встретиться в Стоунхендже. Когда он прибывает, его телепортируют в Валорию. Валория — волшебный мир, населённый легендарными монстрами и волшебниками. Там он узнает, что должен стать волшебником.

## Порты
Помимо версии для MS-DOS, Spellcraft: Aspects of Valor была портирована на Super Nintendo. Asciiware решила сосредоточить игру почти исключительно на фэнтезийном боевом аспекте. Версия для SNES сильно отличалась от версии для MS-DOS, поскольку она фокусируется на ролевых элементах, а не на стратегии. Игра была отменена до её выхода, хотя была готова к выпуску. Существует несколько рабочих прототипов картриджей. Качество игры было в значительной степени потеряно в процессе портитрования.

## Оценки
| Иноязычные издания | Иноязычные издания |
| Издание            | Оценка             |
| ------------------ | ------------------ |
| ASM                | 8/12               |
| Dragon             | [ 3 ]              |
| EGM                | 6/10 (SNES)        |
| Power Play         | 79 %               |

Рецензент из журнала Dragon оценил Spellcraft: Aspects of Valor для MS-DOS в четыре звёзд из пяти. Electronic Gaming Monthly дал версии для SNES оценку 6 из 10, высоко оценив бой в реальном времени и заключив, что "поклонники RPG обязательно захотят проверить эту версию".